# NGC 620
NGC 620 is een onregelmatig sterrenstelsel in het sterrenbeeld Andromeda. Het hemelobject werd op 14 december 1871 ontdekt door de Franse astronoom Édouard Jean-Marie Stephan.

## Synoniemen
- PGC 5990
- UGC 1150
- MCG 7-4-6
- ZWG 537.16
- 5ZW 81
- IRAS01340+4204